# Lethrus arcanus
Lethrus arcanus är en skalbaggsart som beskrevs av Medvedev 1971. Lethrus arcanus ingår i släktet Lethrus och familjen tordyvlar. Inga underarter finns listade i Catalogue of Life.